# كليم دانيلز
كليم دانيّلز (بالإنجليزية: Clem Daniels)‏ هو لاعب كرة قدم أمريكية أمريكي، ولد في 9 يوليو 1937 في ماككيني في الولايات المتحدة، وتوفي في 23 مارس 2019.

## وصلات خارجية
- كليم دانيلز على موقع مرجع كرة القدم المحترفة.كوم (الإنجليزية)